# Белобородов, Валентин Андреевич
Валентин Андреевич Белобородов (с. Скориново, Каслинского района, Свердловского округа, Уральской области, РСФСР, СССР (ныне село не существует, Челябинской области, Россия) — 23 августа 1944, село Костулены, Бельцкого уезда, Молдавской ССР (ныне Унгенского района, Молдавия)) — участник Великой Отечественной войны, командир взвода 5-й стрелковой роты 924-го стрелкового полка 252-й стрелковой дивизии 4-й гвардейской армии 2-го Украинского фронта, лейтенант.

## Биография
Родился в 1925 году в селе Скориново. Работал учеником токаря на Тюленевском руднике, чернорабочим в транспортном цехе, а затем, после окончания Карабашской школы ФЗО, — горновым в плавильном цехе никелевого завода в городе Верхний Уфалей.
В январе 1943 года Уфалейским РВК призван в РККА. На фронте в звании лейтенанта с 5 марта 1944 года. Был ранен 2 июня 1944 года.
Перед Ясско-Кишинёвской операцией в августе 1944 года командовал взводом в составе 5-й стрелковой роты 924-го стрелкового полка 252-й стрелковой дивизии. В ходе операции дивизия участвовала в окружении Кишинёвской группировки противника.
В бою за деревню Костулены, организовал взвод автоматчиков, и обойдя с фланга позиции противника, уничтожил один из двух станковых пулемётов, огонь которых препятствовал продвижению подразделений полка на подходах к деревне. После этого, группа автоматчиков было атакована танками противника, и лейтенант Белобородов бросился на танк с противотанковой гранатой, но был убит огнём из танкового пулемёта.
Посмертно награждён орденом Отечественной войны 2 степени.
Похоронен на северной окраине села Костулены.

## Память

### Макарешты (Молдавия)
Накануне 9 мая 1975 года на могиле Валентина Белобородова у въезда в село Макарешты был установлен обелиск. Центральная улица и школа в селе носили имя Валентина Белобородова.

### Верхний Уфалей
В память В. А. Белобородова в Уфалее на здании управления ОАО «Уфалейникель» установлена мемориальная доска (1976), в сквере на ул. Ильича — памятный знак (1980), позже сквер переименован в Сквер имени Белобородова.
С 1977 года ежегодно проводились соревнования на приз имени Валентина Белобородова по хоккею с мячом.